# ダーディアン
ダーディアン (Derdian) は、イタリア・ミラノ出身のパワーメタル・バンド。1998年に結成された。

## 経歴
Henry PistoleseとMarco Covelliによって1998年に結成され、Luigi Trapani（ボーカル/ギター）、Samuele Carrari （ベース）がこのプロジェクトに加入。当初はスラッシュメタルスタイルをめざしており、メタリカやメガデスのようなバンドのカバーから始めた。しかし、オリジナル楽曲を書こうと決断した時、パワーメタル寄りにアプローチを開始。その変化はLuigiとSamueleのバンド脱退に影響を与えた。新しいバンドはMax Raineri（ベース）、Luca Aversa（リードギター）、Federico Bonetti（キーボード）、Andrea Figus（ボーカル）らの加入によって完成した。
2001年リベンジという名の最初の自主制作デモCDをリリース。イタリア国内のみで配布されたが、地元パワーメタルに特化した雑誌や、幾つかの音楽系ウェブサイトで好ましい評価を受けた。デモのレコーディング後に、活動時間不足や意見の相違がもとでFedericoとMaxがバンドを脱退。代わってMarco Garau（キーボード）とAlessandro Colombo（ベース）が加入。共にEternal Gloryというすでに消滅したバンドの元メンバーである。バンドは再度曲作りやライブ活動を再開したが、2002年1月、Luca Aversa（リードギター）が時間的都合を理由にバンドを脱退。Massimo Sangiorgiが代わって加入した。
2002年2月にはミラノのIndian's Saloonで、3月にはTransilvaniaでショーを行い、4月にはOsnago Madigansでコンテストに参加したが、意見の相違を理由に脱退を決意していたボーカリストAndreaは参加せず、コンテストの夕方にはEnricoがボーカルとして加わった。
長く続きた困難の間、バンドは新しい曲を書き続け、SILENCEのメンバーだったDanny Glick を正式にボーカルとして、Massimiliano Pitaroをリードギターとして迎えることで、ラインナップは最終的に安定期に入った。
2002年12月]、Danny Glick （ボーカル)、 Marco Covelli（ドラム）、Massimiliano Pitaro（リードギター）、Alessandro Colombo（ベース）がバンドを脱退。
メンバー探しの結果、リードギターのMassimo Sangiorgiがバンドに帰ってきた。同じ頃、Joe Caggianelliがボーカルとして参加したがベース，ドラムのリズムパートが無人のままであった。一時的にメンバーになった“Cristo”が加わり、新しいドラマーSalvatore(現メンバーのSalva)が現在のバンドを完成させた。
2003年にIncitementという新しいデモをリリースした。“Incitement”のレコーディング後に、音楽的な相違を理由にバンドは“Cristo”とのコラボレーションを中断することを決意。2003年11月にFulvio Manganiniが
公式にベースとして加入。バンドはイタリアで多くのコンサートを行った後、Steelheart Recordsと署名を結び、2004年3月にレコーディングを開始。彼らのデビューCD、""New Era Part 1""は2003年2-3月にリリースされた。デビューアルバムは世界中で発売され、特に日本、韓国、カナダ、アメリカで好セールスを挙げた。
その後、個人的な理由で、バンドはギタリストのFlash(Massimiliano)と袂を分かつことを決断した。
Myspaceでのセルフ・プロモーションの後、バンドはアメリカのプログレッシブ系レーベルMagna Carta Recordsからの申し出を受け、契約を結んだ。
2007年新たに、英雄と悪者が群雄割拠する神話の世界をテーマとしたパワーメタルであるアルバム、"New Era pt 2 War of the Gods"をリリースした。
2010年3月2日更に、新しいアルバム"New Era Pt. 3 - The Apocalypse"を同じくMagna Carta Recordsからリリース。その後、VoのJoe Caggianelliが脱退し、Magna Carta Recordsとの契約も終了した。
2012年10月、バンドはアイアンメイデンのトリビュート・バンドであるHOLY SMOKERSやFLASH OF THE BLADEのメンバーであるIvan Gianniniの加入を正式に発表、新作の製作を開始した。
2013年2月15日、バンドは新作"Limbo"のティーザー・トレイラーを公表。3月13日にバンドのホームページ等で販売開始される。レーベルは現在未定であり、自主製作である。

## ラインナップ

### 現在のメンバー
- Marco "Garry" Garau  - Keyboards
- Enrico "Henry" Pistolese  - Guitar, backing vocals
- Dario Radaelli - Lead guitar
- Ivan Giannini - Vocal
- Salvatore "Salva" Giordano  - Drums
- Luciano "Lucio" Severgnini - Bass

### 以前のメンバー
- Fulvio Manganini - Bass
- Samuele Carrari - Bass
- Massimo Raineri - Bass
- Marco Banfi - Bass
- Luca Aversa - Lead guitar
- Marco Covelli - Drums
- Federico Bonetti - Keyboards
- Andrea Figus - Vocals
- Luigi Trapani - Guitar and vocals
- Joe Caggianelli - Vocals

## ディスコグラフィ
- Revenge: Demo（2001）
- Incitement: Demo（2003）
- New Era Part 1（2005）
- New Era Part 2: War of the Gods（2007）
- New Era Part 3: The Apocalypse（2010）
- Limbo（2013）
- Human Reset（2014）
- Revolution Era（2016）
- DNA（2018）